# Huub Kockelkoren
H.J.L. (Huub) Kockelkoren (ong. 1951) is een Nederlandse oud-politicus. Hij was gemeenteraadslid in Nuth (provincie Limburg) van 1983 tot 1998, eerst voor de combinatie PvdA-PPR en daarna alleen voor de PvdA. In 1998 werd hij in dezelfde gemeente parttime wethouder en met een korte onderbreking in 2006 is hij dat gebleven tot 2008.
Begin 2006 zegde de gemeenteraad het vertrouwen in hem op nadat uitkwam dat hij op eigen houtje een onderzoek had ingesteld naar privé-gegevens en declaraties van burgemeester Headly Binderhagel. Hiertoe ontbrak hem de bevoegdheid. Een onderzoek door twee hoogleraren staatsrecht kwam tot harde conclusies, waarna de gemeenteraad de wethouder met een motie van wantrouwen tot aftreden dwong. Alleen zijn eigen partij bleef hem steunen. Dit stond niet in de weg, dat zijn partij een uitstekend resultaat behaalde tijdens de gemeenteraadsverkiezingen die drie weken later plaatsvonden.
Bij de nieuw gevormde coalitie in april 2006 werd Kockelkoren opnieuw wethouder. Hij bleef dit tot medio 2008, toen hij zijn functie neerlegde uit protest tegen de weigering van de gemeenteraad om de eerdere motie van wantrouwen in te trekken.
Huub Kockelkoren die van oorsprong is opgeleid tot maatschappelijk werker, is werkzaam als milieuambtenaar van de gemeente Brunssum. Sinds begin 2009 is hij voorzitter van de plaatselijke afdeling van de PvdA. Hij is in 1998 onderscheiden als ridder in de Orde van Oranje-Nassau.